# أندي ستيوارت (مغني)
أندي ستيوارت (بالإنجليزية: Andy Stewart)‏ هو مغني بريطاني، ولد في 30 ديسمبر 1933 في غلاسكو في المملكة المتحدة، وتوفي في 11 أكتوبر 1993.

## وصلات خارجية
- أندي ستيوارت على موقع IMDb (الإنجليزية)
- أندي ستيوارت على موقع ميوزك برينز (الإنجليزية)
- أندي ستيوارت على موقع ديسكوغز (الإنجليزية)